# Дон (провінція Тренто)
Дон (італ. Don) — колишній муніципалітет в Італії, у регіоні Трентіно-Альто-Адідже,  провінція Тренто. З 1 січня 2016 року Дон (провінція Тренто) є частиною новоствореного муніципалітету Амблар-Дон.
Дон розташований на відстані близько 510 км на північ від Рима, 36 км на північ від Тренто.
Населення — 264 особи (2014).
Щорічний фестиваль відбувається 1 лютого. Покровитель — Santa Brigida.

## Демографія
Населення за роками:

Станом на 31 грудня 2014 року в муніципалітеті офіційно проживало 30 іноземців з 6 країн, серед них 20 громадян країн Євросоюзу.

## Сусідні муніципалітети
- Амблар
- Коредо
- Ромено
- Сфруц